# Wasyl Howera
Wasyl Howera (ukr. Василь Говера; ur. 11 grudnia 1972 w Iwano-Frankiwsku) – ukraiński duchowny katolicki, mitrat Ukraińskiego Kościoła Greckokatolickiego, administrator apostolski dla wiernych Kościoła Greckokatolickiego w Kazachstanie i krajach Azji Środkowej od 2019.

## Życiorys
Urodził się 11 grudnia 1972 w Iwano-Frankiwsku w obwodzie iwanofrankiwskim w zachodniej części Ukrainy.
W latach 1990–1996 studiował formację kapłańską w Wyższym Seminarium Duchownym i na Katolickim Uniwersytecie Lubelskim, gdzie uzyskał stopień magistra teologii dogmatycznej.
W dniu 2 marca 1997 przyjął chirotonię kapłańską i w tym samym roku rozpoczął pracę duszpasterską dla wiernych greckokatolickich w Kazachstanie.
Od 11 listopada 2002 był delegatem Kongregacji ds. Kościołów Wschodnich dla wiernych grekokatolików w Kazachstanie i Azji Środkowej.
W 2005 roku otrzymał tytuł mitrata.
1 czerwca 2019 papież Franciszek mianował go administratorem apostolskim dla wiernych katolickich obrządku bizantyjskiego, zwanego także Ukraińskim Kościołem Greckokatolickim w Kazachstanie i krajach Azji Środkowej.

### Rodzina
Jego rodzonym bratem jest biskup Jozafat Ołeh Howera – pierwszy wołyński egzarcha Kościoła katolickiego obrządku bizantyjsko-ukraińskiego i egzarcha łucki.